# Castel di Sasso
Castel di Sasso – miejscowość i gmina we Włoszech, w regionie Kampania, w prowincji Caserta.
Według danych na rok 2004 gminę zamieszkiwały 1193 osoby, 59,6 os./km².